# Orthokeratologie
Die Orthokeratologie (auch: Ortho-K, engl. Corneal Reshaping, Orthokeratology) ist die gezielte Veränderung der Hornhautform durch speziell geformte formstabile Kontaktlinsen, um eine zeitlich eingeschränkte Korrektion von Fehlsichtigkeiten (insbesondere Myopie und Astigmatismus) ohne Sehhilfe zu erreichen.
Moderne orthokeratologische Kontaktlinsen werden in der Regel nur während des Schlafes getragen. Sie eignen sich als Alternative zu refraktiver Chirurgie, Brillen und während der Wachphase getragenen Kontaktlinsen.

## Geschichte
Dass flach angepasste formstabile Kontaktlinsen über den Tag getragen zu einer temporären Verringerung von Kurzsichtigkeit führen, wurde schon in den 1960er Jahren entdeckt.  Dabei wurde die Abflachung der zentralen Hornhautradien mit bewusst flach angepassten formstabilen Kontaktlinsen aus PMMA erreicht. Die Kontaktlinsen wurden über den Tag getragen und erlaubten ein verbessertes Sehen ohne Korrektur am Nachmittag und am Abend. Diese Methode dauerte häufig einige Wochen bis Monate, bevor ein zufriedenstellendes Ergebnis erzielt wurde. Außerdem waren mehrere unterschiedliche Kontaktlinsen nötig. Zudem waren die Ergebnisse wenig vorhersagbar und nicht stabil. Die maximal erreichbare Korrektur lag bei ca. −2,50 Dioptrien. Bis in die 1990er war dieses Verfahren eine Randerscheinung.
Zwei Meilensteine brachten neue Möglichkeiten für die Orthokeratologie. Zum einen wurden Ende der 1980er Jahre neue, hoch gasdurchlässige Materialien für formstabile Kontaktlinsen entwickelt. Dadurch wurde es möglich, auch große (sogenannte grenzlimbale) formstabile Kontaktlinsen zu tragen, ohne eine Sauerstoffunterversorgung (Hypoxie) der Hornhaut zu verursachen, selbst bei langen Tragezeiten und Über-Nacht-Tragen.
Zum anderen führte die technologische Entwicklung dazu, dass neue Messgeräte für die augenoptische Praxis erschwinglich wurden. Der Hornhauttopograph machte es möglich, einen viel größeren Bereich der Hornhautoberfläche genau zu vermessen und dreidimensional darzustellen. Somit konnte man genauer beobachten und kontrollieren, welche Auswirkungen die Orthokeratologie auf die Hornhautform hat.
Auch die technologische Weiterentwicklung auf dem Gebiet der Kontaktlinsenherstellung brachte der Orthokeratologie neuen Aufschwung. Innovative sogenannte „reverse“ Geometrien konnten gefertigt werden, was dazu führte, dass die Kontaktlinsen stabiler auf dem Auge saßen, und der Prozess der Abflachung wesentlich beschleunigt wurde. Daher wurde diese Art der Orthokeratologie „accelerated“, (beschleunigte) Orthokeratologie genannt.

## FDA-Zulassung
Die amerikanische Food and Drug Administration (FDA) erteilte bereits 1994 einer orthokeratologischen Kontaktlinse die Zulassung. Diese wurde jedoch ausschließlich tagsüber getragen (Contex OK-Lens).
Im Juni 2002 folgte die Zulassung der sogenannten „Corneal Refractive Therapy“ (CRT). Bei dieser Korrektionsweise werden die Kontaktlinsen ausschließlich während des Schlafens getragen. Diesem Prinzip folgen die modernen Ortho-K-Kontaktlinsen bis heute.

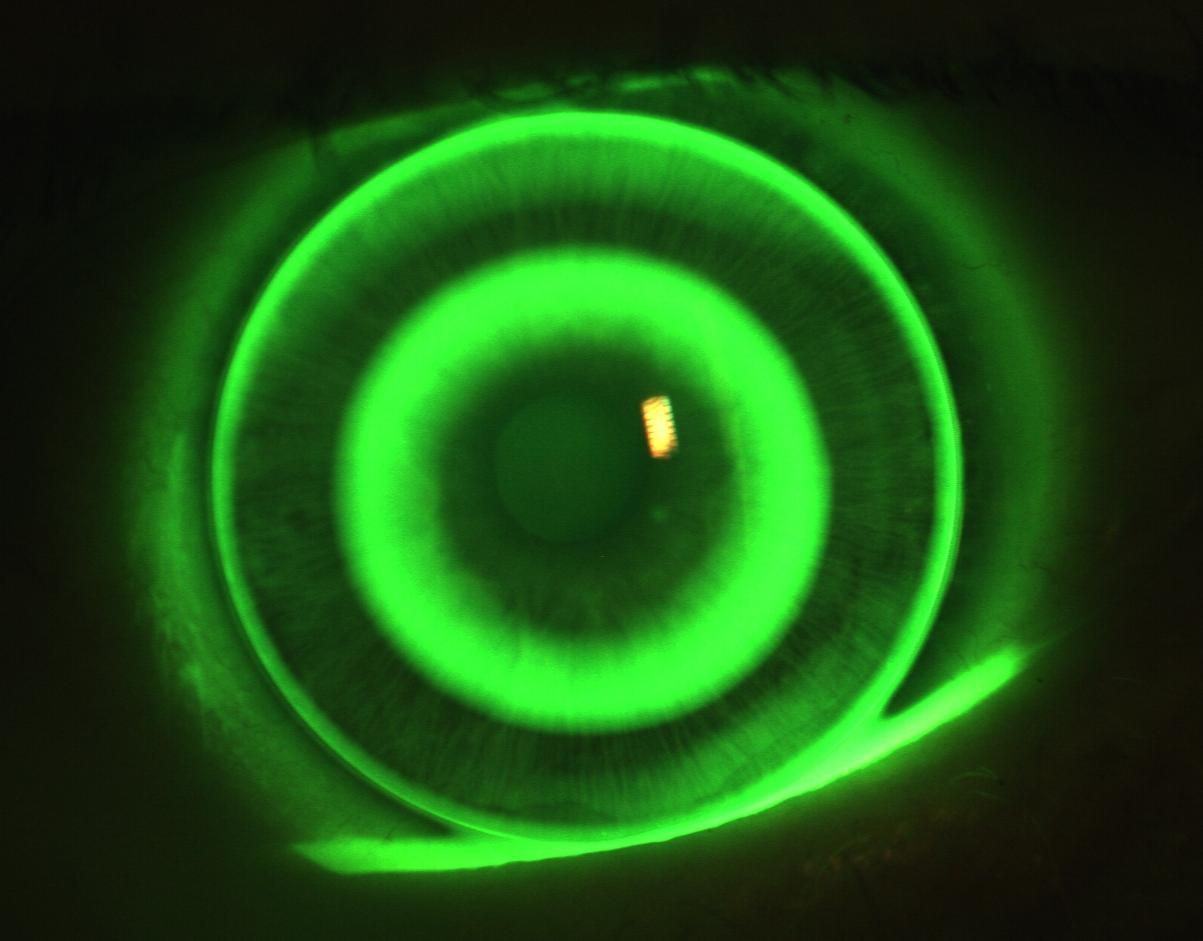
Typischer Sitz einer Orthokeratologischen Kontaktlinse, Tränenfilm mit Fluoreszein eingefärbt

Topographiebild einer durch Ortho-K-Kontaktlinsen veränderten Hornhautoberfläche

## Orthokeratologie heute
In der modernen Orthokeratologie werden ausschließlich formstabile Kontaktlinsen aus hoch gasdurchlässigem Material verwendet. Diese Kontaktlinsen werden während des Schlafes getragen und haben eine spezielle reverse Geometrie, die grundlegend aus 4 Zonen besteht. Diese Geometrie ermöglicht die Korrektur der gesamten Fehlsichtigkeiten mit nur einem Paar Kontaktlinsen, ohne dass Zwischenschritte nötig sind.

## Wirkungsweise
Die Abflachung der Hornhautradien wird durch verschiedene Veränderungen auf Ebene des cornealen Epithels (Hornhaut) erreicht.
Zum einen nimmt die Dichte der Basalzellen des Epithels ab, und zum anderen verändern sich die Zellen in Größe und Form.
Weitere Untersuchungen zeigten zudem eine Umverteilung von Epithelzellen.
Bezogen auf die Gesamtdicke wird die zentrale Dicke der Hornhaut dadurch um 2 % verdünnt. In der Peripherie (um die optische Zone herum) wird die Hornhaut dicker und irregulär.

## Grenzen
Die FDA (Food and Drug Administration) beschränkt die Zulassung auf einen Korrektionswert von –6,00 dpt und einen Astigmatismus bis –1,75 dpt.
Es gibt jedoch auch Hersteller, die orthokeratologische Kontaktlinsen für die Korrektur von höheren Astigmatismen (Hornhautverkrümmung), Hyperopie (Weitsichtigkeit) und Presbyopie (Altersweitsichtigkeit) anbieten.

## Vorteile
Ein klarer Vorteil der Orthokeratologie gegenüber der Brille oder herkömmlichen Kontaktlinsen ist die Tatsache, dass man während der gesamten Wachphase keinerlei Sehhilfe tragen muss. Mehrere Studien haben gezeigt, dass die Lebensqualität in Bezug auf das Sehen (Vision related Quality of Life, kurz:VR-QOL) von Orthokeratologie-Kontaktlinsen-Trägern höher eingeschätzt wird als die von Brillenträgern oder Trägern von weichen Kontaktlinsen. Die orthokeratologischen Kontaktlinsen werden immer in der gleichen räumlichen Umgebung getragen, dadurch ist die Verlustgefahr sehr gering.
Es müssen tagsüber keinerlei kontaktlinsen- bzw. brillenrelevante Hilfsmittel (z. B. Brillenputztuch, Kontaktlinsenbehälter, Nachbenetzung) mitgeführt werden.
Da die Sehschärfe auch mit aufgesetzten orthokeratologischen Kontaktlinsen sehr gut ist, gibt es nach der Eintragephase (siehe unten Anpassung) keinen Moment der Unschärfe mehr.
Auch gegenüber der refraktiven Chirurgie bietet die Orthokeratologie einige Vorteile. Das Verfahren ist vollständig reversibel.  Wenn der Träger also mit den visuellen Nebenwirkungen (siehe unten) nicht zurechtkommt, kann er nach einigen Tagen ohne Ortho-K-Kontaktlinsen wieder seine vorherigen Sehhilfen verwenden. Falls sich die Stärke verändert, können einfach neue Kontaktlinsen angepasst werden, die dann zur entsprechenden Korrektion führen. Orthokeratologie greift nicht in das Hornhautgewebe ein, es werden keine Strukturen verletzt, somit gelten für dieses Verfahren nicht die Risiken einer OP.

## Nachteile
Der Aufbau der flacheren optischen Zone auf der Hornhaut bewirkt eine Versteilung um diese Zone herum, welche eine höhere Pluswirkung aufweist und somit eine stärkere Brechung der Randstrahlen bewirkt. Wenn diese Randstrahlen bei weit geöffneter Pupille (bei schlechten Lichtverhältnissen) ins Auge gelangen, entstehen sogenannte Halos (Lichtkreise um Lichtquellen). Außerdem wird das Kontrastsehen in der Dämmerung und der Nacht dadurch verringert und die Blendempfindlichkeit erhöht.
Um den bestmöglichen Effekt zu erzielen, sollten die Kontaktlinsen jede Nacht 6 bis 8 Stunden getragen werden. Diese Tatsache kann bedeuten, dass die Orthokeratologie sich nicht in jeden Tagesablauf integrieren lässt.
Geht eine Kontaktlinse verloren oder zu Bruch, muss schnell für Ersatz gesorgt werden. Mit jeder Nacht ohne Ortho-K-Kontaktlinsen kehrt die alte Fehlsichtigkeit zurück.

## Gegenanzeigen
- extrem trockene Augen
- jegliche chronische Erkrankungen der Hornhaut (z. B. Keratokonus, PMD, Endotheldystrophien etc.)
- corneale Hyposensitivität
- unregelmäßige Schlafrhythmen, extrem lange Wachphasen (24h-Dienste)
- schlechte Compliance (Hygiene, Kontrollrhythmen)

## Sicherheit
Mehrere Studien zeigen inzwischen, dass das Tragen von Ortho-K-Kontaktlinsen keine höheren Risiken birgt als das Tragen herkömmlicher Kontaktlinsen. Die umfangreichste Studie zu diesem Thema wurde 2013 veröffentlicht. Hier wurden 1.300 Patienten, die zusammen 2.593 Tragejahre nachweisen konnten, untersucht. Es wurden nur zwei Fälle von mikrobieller Keratitis dokumentiert. Hochgerechnet bedeutet das nur 7,7 Fälle auf 10.000 Tragejahre.  Zum Vergleich: Mit über Nacht getragenen Silikonhydrogel-Kontaktlinsen wurden 25,4 Fälle pro 10.000 Tragejahre ermittelt.

## Anbieter der Orthokeratologie
Grundsätzlich werden Ortho-K-Kontaktlinsen ausschließlich von Augenoptikern und Augenärzten angepasst. Voraussetzung ist das Vorhandensein eines Topographen und eines Spaltlampenmikroskops. Weiterhin verlangen die meisten Hersteller, dass der Anpasser in einem speziellen Seminar zum Thema geschult wurde und ein Zertifikat als Orthokeratologie-Anpasser vorweisen kann.

## Anpassung
Bevor die Kontaktlinsen berechnet und gefertigt werden, muss sichergestellt werden, dass die Ausgangswerte unbelastet und reproduzierbar sind. Das bedeutet, dass Kontaktlinsenträger vor der Anpassung eine Tragepause einlegen müssen, bis die Hornhaut keinerlei Anzeichen von kontaktlinseninduzierter Radienveränderung mehr aufweist. Die Länge der Pause richtet sich nach der Art und dem Sitz der getragenen Kontaktlinsen.
Am Abgabetermin werden die Kontaktlinsen nur sehr kurz auf die Augen gesetzt, um den Visus und den Sitz zu überprüfen. Weiterhin müssen unerfahrene Träger formstabiler Kontaktlinsen das Ein- und Aussetzen üben.
Die erste Kontrolle erfolgt am Morgen nach der ersten Nacht mit Ortho-K-Kontaktlinsen. Ist der Effekt noch nicht ausreichend, um über den ganzen Tag ein gutes Sehen zu ermöglichen, wird die Restfehlsichtigkeit mit Tagesaustausch-Kontaktlinsen korrigiert.
In den ersten Tagen kann es im Tagesverlauf zu einer spürbaren Regression der Stärke kommen. Ab wann eine stabile Korrektion über die gesamte Wachphase erreicht wird, hängt von der Höhe der Ausgangsstärke ab. Je höher die zu korrigierende Refraktion, desto länger ist im Durchschnitt die Eintragephase. Studien haben gezeigt, dass diese in den meisten Fällen nach 7 bis 10 Tagen abgeschlossen ist.